# Parceria Regional Econômica Abrangente
A Parceria Econômica Regional Abrangente (RCEP, sigla em inglês) é um tratado de livre-comércio proposto na região Ásia-Pacífico entre os dez estados membros da Associação de Nações do Sudeste Asiático (ASEAN), Brunei, Camboja, Indonésia, Laos, Malásia, Myanmar, Filipinas, Singapura, Tailândia e Vietnã e cinco dos parceiros da Área de Livre Comércio (ALC) da ASEAN - Austrália, China, Japão, Nova Zelândia e Coréia do Sul. A Índia, que também é parceira da ALC da ASEAN, optou por se retirar das negociações do RCEP, em novembro de 2019.
As negociações do RCEP foram formalmente lançadas em novembro de 2012, na Cúpula da ASEAN, no Camboja. Em 2018, as 16 partes negociadoras representaram cerca de metade da população mundial e 39% do PIB mundial. Sem a Índia, as 15 partes negociadoras representam 30% da população mundial e pouco menos de 30% do PIB mundial. O acordo também estará aberto a quaisquer outros parceiros econômicos externos, como nações da Ásia Central e demais nações do sul da Ásia e da Oceania.

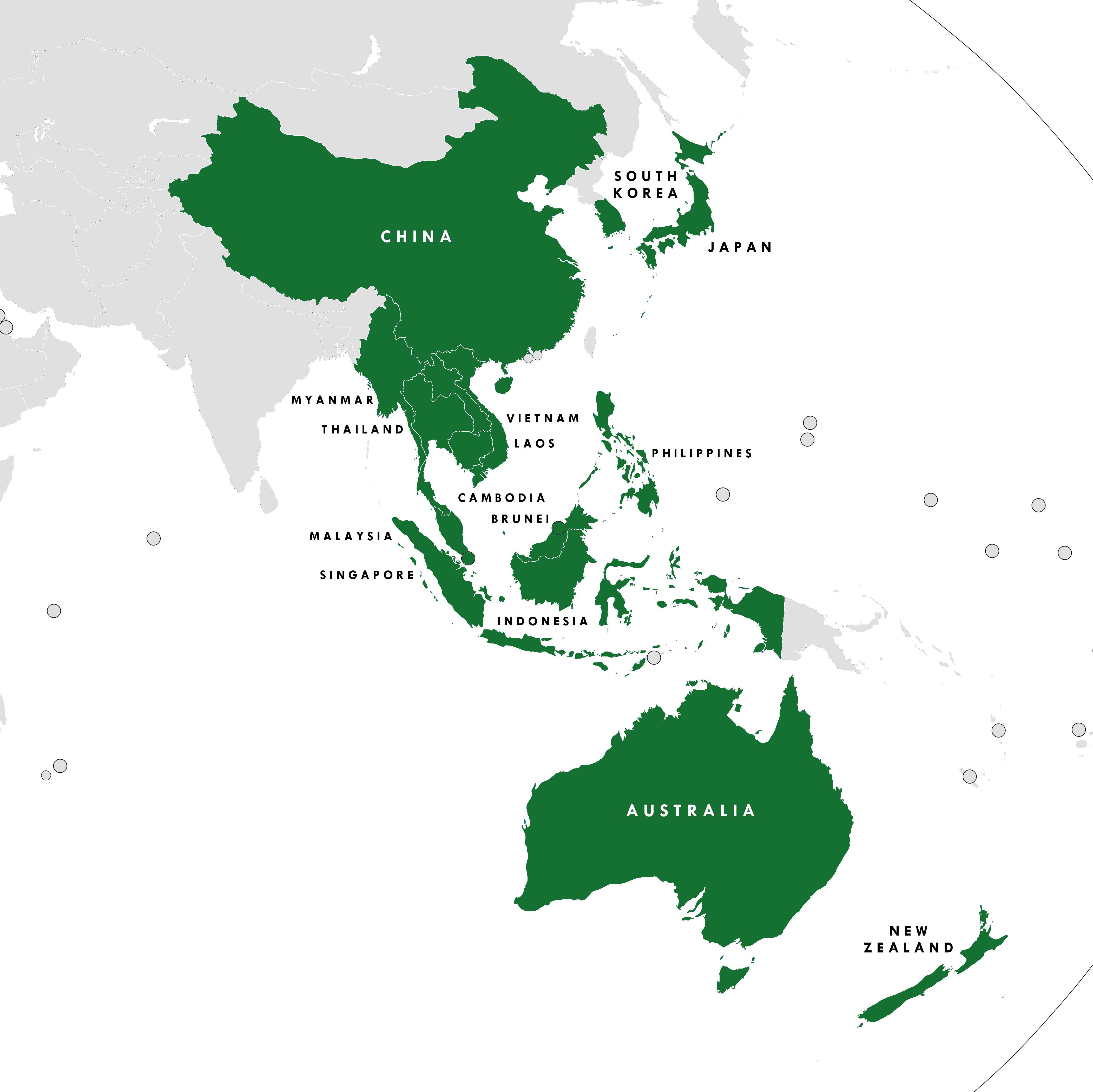
Os 15 países membros da RCEP
Azul : ASEAN
Roxo : ASEAN Plus Three
Azul - petróleo : ASEAN Plus Six (excluindo a Índia)

Em 15 de novembro de 2020, os dez países que compõem a ASEAN, juntamente com China, Japão, Coreia do Sul, Austrália e Nova Zelândia, assinaram o tratado ao fim da reunião de cúpula da organização, realizada por videoconferência devido à pandemia de Covid-19. Analistas previram que o tratado vai "puxar o centro de gravidade econômico de volta para a Ásia" e amplificar o declínio dos Estados Unidos nos assuntos econômicos e políticos.

## Partes negociantes
- Dez membros da ASEAN
  -  Brunei
  -  Camboja
  -  Indonésia
  -  Laos
  -  Malásia
  -  Myanmar
  -  Filipinas
  -  Singapura
  -  Tailândia
  -  Vietname
- Três membros adicionais da Ásia Oriental da ASEAN Plus Three
  -  China
  -  Japão
  -  Coreia do Sul
- Dois membros adicionais da ASEAN Plus Six

- -  Austrália
  -  Nova Zelândia[13]

| Bandeira | País | Capital                                 | Área (km²) | População     | PIB Nominal (milhões de dólares) | PIB per cap. (Nominal, dólares) | PIB PPP (milhões de Int$) | PPP per cap. (PPP, Int$) | IDH   | Moeda                           | Línguas oficiais                             | Líderes                                                                                   |
| -------- | --- | --------------------------------------- | ---------- | ------------- | -------------------------------- | ------------------------------- | ------------------------- | ------------------------ | ----- | ------------------------------- | -------------------------------------------- | ----------------------------------------------------------------------------------------- |
|          | Austrália Comunidade da Austrália Commonwealth of Australia                                                       | Camberra                                | 7,692,024  | 24,419,900    | 1,482,282                        | 55,215                          | 1,296,075                 | 50,817                   | 0,939 | Dólar australiano ($) (AUD)     | Nenhuma Nacional e de facto: Inglês          | Rainha: Isabel II Governador-Geral: David Hurley Primeiro-Ministro: Scott Morrison        |
|          | Brunei Nação de Brunei, a Morada da Paz Negara Brunei Darussalam                                                  | Bandar Seri Begauã                      | 5,765      | 417,200       | 11,991                           | 28,740                          | 33,756                    | 76,567                   | 0,865 | Dólar de Brunei ($) (BND)       | Malaio                                       | Sultão: Hassanal Bolkiah                                                                  |
|          | Camboja Reino do Camboja Preăh Réachéanachâk Kâmpŭchéa                                                            | Penome Pene                             | 181,035    | 15,626,444    | 24,307                           | 1,308                           | 69,884                    | 4,022                    | 0,563 | Riel cambojano (៛) (KHR)        | Khmer                                        | Rei: Norodom Sihamoni Primeiro-ministro: Hun Sen                                          |
|          | China República Popular da China Zhōnghuá Rénmín Gònghéguó                                                        | Pequim                                  | 9,596,961  | 1,382,580,000 | 13,118,689                       | 9,489                           | 25,102,916                | 18,158                   | 0,738 | Renminbi (Yuan Chinês, ¥) (CNY) | Mandarim escrito em caracteres simplificados | Secretário-Geral e Presidente: Xi Jinping Primeiro-ministro: Li Keqiang                   |
|          | Indonésia República da Indonésia Republik Indonesia                                                               | Jacarta                                 | 1,910,931  | 263,510,000   | 1,092,138                        | 3,895                           | 3,481,107                 | 12,432                   | 0,689 | Rupia indonésia (Rp) (IDR)      | Indonésio                                    | Presidente: Joko Widodo                                                                   |
|          | Japão Estado do Japão Nippon-koku                                                                                 | Tóquio                                  | 377,930    | 126,760,000   | 5,063,129                        | 38,281                          | 5,545,884                 | 42,860                   | 0,903 | Iene Japonês (¥) (JPY)          | Japonês                                      | Imperador: Naruhito Primeiro-ministro: Yoshihide Suga                                     |
|          | Laos República Democrática Popular do Laos Sathalanalat Paxathipatai Paxaxon Lao                                  | Vientiane                               | 236,800    | 6,492,400     | 18,674                           | 2,051                           | 53,626                    | 6,115                    | 0,586 | Quipe Laociano (₭) (LAK)        | Laociano                                     | Secretário-Geral e Presidente: Bounnhang Vorachith Primeiro-ministro: Thongloun Sisoulith |
|          | Malásia Federação da Malásia Persekutuan Malaysia                                                                 | Cuala Lumpur Putrajaia (administrativa) | 330,803    | 32,019,500    | 340,923                          | 9,623                           | 988,993                   | 28,636                   | 0,789 | Ringgit malaio (RM) (MYR)       | Malaio                                       | Yang di-Pertuan Agong (Monarca): Abdullah Primeiro-ministro: Tun Dr. Mahathir bin Mohamad |
|          | Myanmar (Birmânia) República da União de Myanmar Pyidaunzu Thanmăda Myăma Nainngandaw                             | Nepiedó                                 | 676,578    | 54,836,000    | 74,002                           | 1,374                           | 362,969                   | 6,360                    | 0,556 | Quiate birmanês (K) (MMK)       | Birmanês                                     | Presidente: Win Myint Conselheira de Estado: Aung San Suu Kyi                             |
|          | Nova Zelândia Reino da Nova Zelândia Realm of New Zealand Aotearoa                                                | Wellington                              | 270,467    | 4,786,710     | 215,172                          | 41,107                          | 195,103                   | 38,706                   | 0,915 | Dólar neozelandês ($) (NZD)     | Inglês Māori                                 | Rainha: Isabel II Governadora-Geral: Patsy Reddy Primeira-ministra: Jacinda Ardern        |
|          | Filipinas República das Filipinas Republika ng Pilipinas Republic of the Philippines                              | Manila                                  | 300,000    | 103,874,000   | 357,792                          | 3,102                           | 951,224                   | 8,270                    | 0,682 | Peso filipino (₱) (PHP)         | Filipino (Tagalog) Inglês                    | Presidente: Rodrigo Duterte                                                               |
|          | Singapura República de Singapura Republik Singapura Republic of Singapore Xīnjiāpō Gònghéguó Ciṅkappūr Kuṭiyaracu | Singapura (Cidade-Estado)               | 719        | 5,607,300     | 316,872                          | 51,431                          | 537,447                   | 90,724                   | 0,925 | Dólar de Singapura ($) (SGD)    | Malaio Inglês Mandarin Tâmil                 | Presidente: Halimah Yacob Primeiro-ministros: Lee Hsien Loong                             |
|          | Coreia do Sul República da Coréia Daehan Minguk                                                                   | Seul                                    | 100,210    | 51,446,201    | 1,597,392                        | 29,114                          | 2,127,164                 | 39,446                   | 0,901 | Won sul-coreano (₩) (KRW)       | Coreano                                      | Presidente: Moon Jae-in Primeiro-Ministro: Chung Sye-kyun                                 |
|          | Tailândia Reino da Tailândia Ratcha-anachak Thai                                                                  | Banguecoque                             | 513,120    | 68,298,000    | 466,623                          | 6,265                           | 1,296,095                 | 17,749                   | 0,740 | Bate tailandês (฿) (THB)        | Tailandês                                    | Rei: Vajiralongkorn Primeiro-ministro: Prayut Chan-o-cha                                  |
|          | Vietnã República Socialista do Vietnã Cộng hòa Xã hội chủ nghĩa Việt Nam                                          | Hanói                                   | 331,699    | 96,208,984    | 234,688                          | 2,305                           | 697,752                   | 6,925                    | 0,683 | Dong Vietnamita (₫) (VND)       | Vietnamita                                   | Secretário-Geral e Presidente: Nguyễn Phú Trọng Primeiro-ministro: Nguyễn Xuân Phúc       |

## Dados

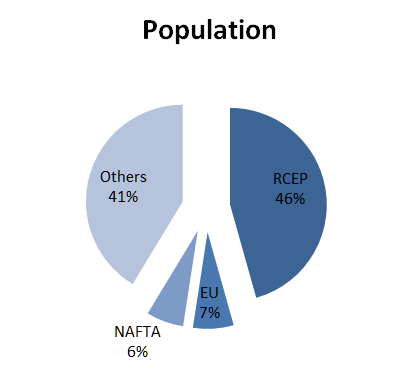
População RCEP - 2012: FMI - Banco de Dados do World Economic Outlook (outubro de 2013)

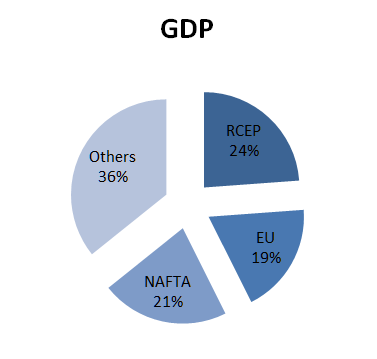
PIB do RCEP - 2012: FMI - Banco de dados do World Economic Outlook (outubro de 2013)

O RCEP inclui potencialmente mais de 3 bilhões de pessoas ou 45% da população mundial e um PIB combinado de cerca de 21,3 trilhões de dólares, representando cerca de 40% do comércio mundial. A decisão da Índia de não ingressar no RCEP reduziu significativamente o impacto do RCEP. O PIB combinado dos membros em potencial do RCEP superou o PIB combinado dos membros da Parceria Transpacífica (TPP) em 2007. O crescimento econômico contínuo, particularmente na China, Índia e Indonésia, pode ver o PIB total em RCEP crescer para mais de cem trilhões de dólares até 2050, o dobro do tamanho do projeto das economias de TPP.

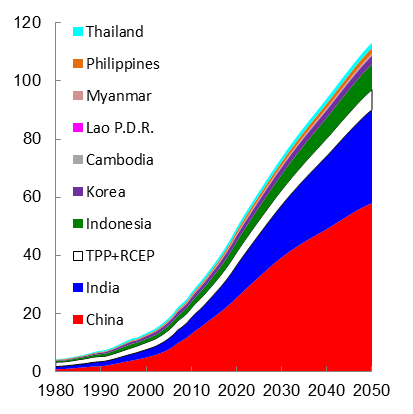
Projeções do PIB para potenciais países membros da RCEP até 2050.

Em 23 de janeiro de 2017, o presidente dos Estados Unidos, Donald Trump, assinou um memorando que confirmava a retirada do país da TPP, uma medida que foi vista para melhorar as chances de sucesso da RCEP.

## Crítica
O RCEP foi criticado por ativistas da cultura livre por conter "simplesmente as piores disposições sobre direitos autorais já vistas em um acordo comercial". Ativistas globais de serviços de saúde criticaram o acordo por forçar a Índia a encerrar seu fornecimento barato de medicamentos genéricos a países pobres. O governo indiano retirou-se do acordo principalmente devido a preocupações com um aumento nas importações, principalmente da China, afetando potencialmente seus próprios setores industriais e agrícolas.